# Confiança

Nivell estimat de confiança per estat.

La confiança, en les ciències socials, és la voluntat d'una part de tornar-se vulnerable a una altra part amb la presumpció que aquesta altra part actuarà de manera que el beneficiï. El fiduciari no té control sobre les accions de l'altra part. Els estudiosos distingeixen entre la confiança generalitzada (també coneguda com a confiança social), que és l'extensió de la confiança a un cercle relativament gran d'altres persones desconegudes, i la confiança particularitzada, que depèn d'una situació específica o una relació específica.
Com que el fideïcomissari no està segur sobre el resultat de les accions de l'altra part, només pot desenvolupar i avaluar les expectatives. Aquestes expectatives es formen tenint en compte les motivacions, en funció de les seves característiques, la situació i la seva interacció. La incertesa prové del risc de fracàs o dany al fideïcomissari si el fiduciari no es comporta com es vol.
A les ciències socials, les subtileses de la confiança són un tema d'investigació en curs. En sociologia i psicologia, el grau en què una part confia en una altra és una mesura de la creença en l'honestedat, l'equitat o la benevolència d'una altra part. El terme "confiança" és més apropiat per a una creença en la competència de l'altra part. Una pèrdua de confiança es pot perdonar més fàcilment si s'interpreta com un fracàs de competència, que no si es tracta d'una manca de benevolència o honestedat. En economia, la confiança sovint es conceptualitza com a fiabilitat en les transaccions. En tots els casos, la confiança és una regla de decisió heurística, que permet a l'ésser humà fer front a complexitats que requeririen un esforç poc realista en el raonament racional.
La societat es basa en uns lligams de confiança mínims que permeten la convivència i l'establiment de normes comunes. Aquesta confiança també es dona en altres espècies animals però no es considera com a tal perquè depèn de l'instint, no és conscient com en el cas dels humans. Quan la confiança està més enllà de la racionalitat, això s'anomena fe.

## Sociologia
La sociologia afirma que la confiança és un dels diversos constructes socials; un element de la realitat social. Altres construccions que sovint es discuteixen juntament amb la confiança inclouen el control, la confiança, el risc, el significat i el poder. La confiança és naturalment atribuïble a les relacions entre actors socials, tant individus com grups (sistemes socials). La sociologia s'ocupa d'estudiar la posició i el paper de la confiança en els sistemes socials. L'interès per la confiança ha crescut significativament des de principis dels anys vuitanta, a partir dels primers treballs de Luhmann, Barber i Giddens (Sztomka dona una visió general més detallada). Aquest creixement de l'interès per la confiança ha estat estimulat pels canvis en curs de la societat, concretament coneguts com a modernitat tardana i postmodernitat.
Sviatoslav va afirmar que la societat necessita confiança per saltar l'espai que hi ha entre l'experiència quotidiana i la contingència de noves possibilitats. Sense confiança, s'haurien de considerar sempre totes les possibilitats contingents, el que comportar la paràlisi per anàlisi. En aquest sentit, la confiança actua com una heurística de decisió, permetent a qui pren la decisió superar la racionalitat limitada i processar el que d'altra manera seria una situació excessivament complexa. La confiança es pot veure com una aposta per un dels molts futurs contingents, concretament el que sembla oferir els majors beneficis. Un cop decidida l'aposta (és a dir, atorgada la confiança), el fideïcomissari suspèn la seva incredulitat i no es considera en absolut la possibilitat d'un curs d'acció negatiu. Per tant, la confiança actua com un agent reductor de la complexitat social, permetent la cooperació.
La sociologia tendeix a centrar-se en dues visions diferents: la macro visió dels sistemes socials i una microvisió dels actors socials individuals (on limita amb la psicologia social). De la mateixa manera, les opinions sobre la confiança segueixen aquesta dicotomia. D'una banda, el paper sistèmic de la confiança es pot discutir amb un cert menyspreu a la complexitat psicològica que sustenta la confiança individual. Normalment s'assumeix l'enfocament conductual de la confiança mentre que les accions dels actors socials són mesurables, donant lloc a un model estadístic de la confiança. Aquest enfocament sistèmic es pot contrastar amb els estudis sobre els actors socials i el seu procés de presa de decisions, en previsió que la comprensió d'aquest procés explicarà (i permetrà modelar) l'aparició de la confiança.
La sociologia reconeix que la contingència del futur crea dependència entre els actors socials, i concretament que el fideïcomissari passa a dependre de l'altre. La confiança es veu com un dels mètodes possibles per resoldre aquesta dependència, sent una alternativa atractiva al control. La confiança és específicament valuosa si el fideïcomissari és molt més poderós que el fideïcomís, però aquest té l'obligació social de donar suport a l'altre.
Les tecnologies de la informació modernes no només han facilitat la transició cap a una societat postmoderna, sinó que també han desafiat les visions tradicionals sobre la confiança. La investigació dels sistemes d'informació ha identificat que els individus han evolucionat per confiar en la tecnologia, el que s'ha demostrat per dos constructes principals. El primer consisteix en construccions semblants a les persones que inclouen la benevolència, l'honestedat i la competència, mentre que el segon utilitza construccions similars al sistema com ara la utilitat, la fiabilitat i la funcionalitat. La discussió sobre la relació entre les tecnologies de la informació i la confiança encara està en curs, ja que la investigació encara està en les seves etapes incipients.

## Tipus
Es reconeixen quatre tipus de confiança social:
- La confiança generalitzada, o confiança en els estranys, és una forma important de confiança en la societat moderna, que implica una gran quantitat d'interaccions socials entre desconeguts.[23]
- La confiança fora del grup és la confiança que té un individu en els membres d'un grup diferent. Podrien ser membres d'un grup ètnic diferent o ciutadans d'un país diferent, per exemple.
- La confiança en el grup és aquella que es posa en els membres del propi grup.
- La confiança en els veïns té en compte les relacions entre individus que comparteixen un entorn residencial comú.

En aquest àmbit, cal tenir en compte la influència de la diversitat ètnica. Desenes d'estudis han examinat l'impacte de la diversitat ètnica en la confiança social. La investigació publicada a l'Annual Review of Political Science va concloure que hi havia tres debats clau sobre el tema:
1. Per què la diversitat ètnica redueix modestament la confiança social?
2. El contacte pot reduir l'associació negativa entre diversitat ètnica i confiança social?
3. La diversitat ètnica és un substitut del desavantatge social?

La metaanàlisi de 87 estudis va mostrar una relació negativa consistent, encara que modesta, entre la diversitat ètnica i la confiança social. La diversitat ètnica té l'impacte negatiu més fort sobre la confiança dels veïns, la confiança en el grup i la confiança generalitzada. No semblava tenir un impacte significatiu en la confiança fora del grup. La mida limitada de l'impacte significa que les afirmacions apocalíptiques sobre ell són exagerades.

## Psicologia
En psicologia, la confiança és creure que la persona de confiança farà el que s'espera. Segons el psicoanalista Erik Erikson, el desenvolupament de la confiança bàsica és el primer estat de desenvolupament psicosocial i es produeix, o fracassa, durant els dos primers anys de vida. L'èxit dona lloc a sentiments de seguretat i optimisme, mentre que el fracàs condueix a una orientació d'inseguretat i desconfiança que possiblement es tradueix en trastorns del lligam amb altres persones. La disposició d'una persona a confiar en els altres es pot considerar un tret de personalitat i, com a tal, és un dels predictors més forts del benestar subjectiu. La confiança augmenta el benestar subjectiu perquè millora la qualitat de les relacions interpersonals; les persones feliçes fomenten bones relacions.
La confiança és essencial en la idea d'influència social: és més fàcil presentar o persuadir algú que confia. La noció de confiança s'adopta cada cop més per predir l'acceptació de comportaments per part d'altres, institucions (per exemple, agències governamentals) i objectes com les màquines. No obstant això, una vegada més, les percepcions d'honestedat, competència i les actuacions amb valors són essencials.
Hi ha tres formes diferents de confiança que s'estudien habitualment en psicologia. La confiança és ser vulnerable a algú fins i tot quan és digne de confiança. La confiança són les característiques o comportaments d'una persona que inspiren expectatives positives en una altra persona. La propensió a la confiança és la tendència a fer-se vulnerable als altres en general. La investigació suggereix que aquesta tendència general pot canviar amb el temps en resposta a esdeveniments clau de la vida. Un cop es perd la confiança vers els altres, per violació evident d'un d'aquests tres determinants, és molt difícil recuperar-la. Per tant, hi ha una clara asimetria en la construcció versus la destrucció de la confiança.
En els darrers temps, cada cop més, s'han realitzat investigacions sobre la noció de confiança i les seves implicacions socials:
- En el seu llibre,[33] Barbara Misztal intenta combinar totes les nocions de confiança. Descriu tres coses bàsiques que la confiança fa en la vida de les persones: fa que la vida social sigui previsible, crea un sentit de comunitat i facilita que les persones treballin juntes.
- En el context de la confiança sexual, Riki Robbins[34] descriu quatre etapes. Aquests consisteixen en una confiança perfecta, una confiança danyada, una confiança devastada i una confiança restaurada.[35]
- En el context de la teoria de la informació, Ed Gerck defineix i contrasta la confiança amb les funcions socials com el poder, la vigilància i la responsabilitat.[36][37]
- Des d'una perspectiva de la identitat social, la propensió a confiar en desconeguts (vegeu favoritisme en grup) sorgeix del coneixement mutu de la pertinença a un grup compartit,[38][39] estereotips[39] o la necessitat de mantenir la distinció positiva del grup.[40]

Malgrat la centralitat de la confiança en el funcionament positiu dels humans i les relacions, se sap molt poc sobre com i per què la confiança evoluciona, es manté i es destrueix.
Un factor que millora la confiança entre els humans és l'aparença facial. Mitjançant la manipulació digital de la semblança facial en un joc de confiança seqüencial de dues persones, es va trobar que tenir trets facials similars millorava la confiança en la parella respectiva d'un subjecte. Tot i que es va demostrar que la semblança facial augmentava la confiança, també va tenir l'efecte de disminuir el desig sexual en una parella determinada. En una sèrie de proves, es van presentar cares manipulades digitalment als subjectes per avaluar-ne l'atractiu en el context d'una relació a llarg o curt termini. Els resultats van mostrar que en el context d'una relació a curt termini, que depèn del desig sexual, trets facials similars van provocar una disminució del desig. En el context d'una relació a llarg termini, que depèn de la confiança, els trets facials similars van augmentar l'atractiu d'un individu, fent creure que la semblança facial i la confiança tenen grans efectes en les relacions.
La literatura de confiança interpersonal suggereix que les situacions de diagnòstic de confiança proporcionen un mitjà pel qual els individus poden mesurar o alterar el nivell de confiança en les relacions. Les situacions de diagnòstic de confiança es refereixen a situacions de confiança o "prova de tensió" que posen a prova la capacitat dels socis d'actuar en el millor interès de l'altre individu o de la relació, rebutjant simultàniament aquella opció que és en el propi interès personal. Les situacions de diagnòstic de confiança es produeixen al llarg de la vida quotidiana, encara que poden ser creades per persones que volen provar el nivell actual de confiança en una relació.
Les relacions de poca confiança es produeixen quan les persones tenen poca confiança en que la seva parella està realment preocupada per ells o la relació. Els que tenen relacions de poca confiança tendeixen a mantenir els sentiments d'angoixa per davant d'altres, per la qual cosa les conseqüències del comportament negatiu de la parella esdevenen el més important, i es minimitzen els impactes de les accions positives. Això alimenta la noció general que la parella de l'individu està desinteressada per la relació, i qualsevol acte positiu és rebut amb escepticisme, donant lloc a més resultats negatius.
És possible que les persones que desconfien no sempre tinguin oportunitats de relacions de confiança. Algú que va ser objecte d'una infància abusiva pot haver estat privat de qualsevol prova que la confiança està justificada en futures relacions interpersonals. Una clau important per tractar la victimització sexual d'un nen és la reconstrucció de la confiança entre pares i fills. El fet que els adults no reconeguin que hi ha hagut, si n'hi ha hagut, un determinat abús sexual, contribueix a la dificultat del nen per confiar en un mateix i en els altres. A més, la confiança sovint es pot veure afectada per una ruptura matrimonial. Els fills de pares divorciats no mostren menys confiança en les mares, parelles, cònjuges, amics i associats que els seus companys de famílies que no s'han trencat. L'impacte del divorci dels pares es limita a la confiança en el pare.
És important destacar que la confiança es pot dipositar en agents no humans, a més dels humans. Per exemple, la gent pot confiar en els animals, en el procés científic, i en les màquines socials. La confiança ajuda a crear un contracte social que permet que humans i animals domèstics convisquin junts. La confiança en el procés científic s'associa a una major confiança en innovacions com la biotecnologia. Quan es tracta de confiar en les màquines socials, la gent està més disposada a confiar en màquines intel·ligents amb morfologies humanoides i femenines sociables i quan es comporten moralment bé. De manera més general, es pot confiar en ells com a funció de l'heurística de la màquina: la drecera mental assumint que les màquines són menys esbiaixades, més precises i més fiables que els humans, de manera que en determinades circumstàncies la gent pot confiar més en un robot que en un humà.
Els humans tenen una disposició natural a confiar i a jutjar la fiabilitat d'altres individus o grups d'humans i coses; per exemple, en el desenvolupament de relacions amb mentors potencials dignes de confiança, potser com a part del treball interprofessional en el camí de derivació d'un servei d'urgències a un hospital o com a part del procés i el treball de construcció de coneixement sobre si les noves pràctiques, persones i coses introduïdes a les nostres vides són realment responsables o mereixen invertir confiança i confiança (tal com es capta per la construcció empíricament fonamentada de "Integració relacional" dins de la Teoria del procés de normalització). Això es pot rastrejar en termes de neurociència a l'estructura i l'activitat neurobiològica d'un cervell humà. Alguns estudis indiquen que la confiança es pot alterar, per exemple, amb l'aplicació d'oxitocina.

### Identitat social
L'enfocament de la identitat social explica la confiança en els estranys en funció dels estereotips basats en el grup o dels comportaments que afavoreixen el grup basats en la pertinença a un grup destacat. Pel que fa al favoritisme intragrup, la gent en general pensa bé dels estranys, però espera un millor tracte dels membres del grup en comparació amb els membres del grup extern. Aquesta expectativa més gran es tradueix en una major propensió a confiar en un membre del grup en lloc d'un membre extern. S'ha assenyalat que només és avantatjós formar aquestes expectatives d'un desconegut del grup si també coneix la pertinença al grup del destinatari.
Hi ha una activitat empírica considerable relacionada amb l'enfocament de la identitat social. Sovint s'han utilitzat estudis d'assignadors per entendre la confiança del grup en els estranys. Es poden operar com a relacions d'intercanvi unilaterals o bilaterals. S'han utilitzat categories socials generals, com ara l'afiliació universitària, els cursos de carrera i fins i tot els grups ad-hoc, per distingir entre els membres del grup i els de fora del grup. En els estudis unilaterals de confiança, es demana al participant que esculli entre diversos sobres que contenen diners que han estat assignats prèviament per un membre del grup o fora del grup. No tenen oportunitats prèvies o futures d'interacció, simulant la idea de Brewer que la pertinença al grup és suficient per generar confiança basada en el grup i, per tant, cooperació. Els participants podrien esperar una quantitat que oscil·lava des de res fins al valor màxim que podria donar un repartidor. Els estudis bilaterals de confiança han emprat un joc d'inversió ideat per Berg i col·legues on els individus opten per donar una part o cap dels seus diners a un altre. Qualsevol quantitat donada es triplicaria i el receptor decidiria si tornaria el favor tornant els diners al remitent. El comportament de confiança per part de l'emissor i la fiabilitat eventual del receptor es van exemplificar mitjançant la donació de diners.
La investigació empírica ha demostrat que quan la pertinença al grup és destacada i es coneix per ambdues parts, la confiança es concedeix més fàcilment als membres del grup que als membres del grup extern. Això va ocórrer fins i tot quan l'estereotip del grup era comparativament menys positiu que el d'un grup extern (per exemple, psicologia versus infermeria especialitzada), en absència de senyals d'identitat personal, i quan els participants tenien l'opció d'una suma segura de diners (és a dir, en essència, optar per la necessitat de confiar en un desconegut). En canvi, quan només el destinatari va ser conscient de la pertinença al grup, la confiança passa a dependre dels estereotips del grup. Es va confiar en el grup amb l'estereotip més positiu (p. ex., l'afiliació universitària d'un altre sobre un altre). Un altre motiu pel qual els grups interns afavoreixen comportaments de confiança es podria atribuir a la necessitat de mantenir la distinció positiva dins del grup, especialment en presència d'amenaces d'identitat social. La confiança en els desconeguts fora del grup va augmentar quan es van revelar indicis personals sobre la identitat.

## Filosofia
Tot i que molts filòsofs han escrit sobre diferents formes de confiança, la majoria està d'acord que la confiança interpersonal és la base sobre la qual es poden modelar aquestes formes. Perquè un acte sigui qualificat d'expressió de confiança, no ha de trair les expectatives. En aquest sentit, alguns filòsofs com Lagerspetz sostenen que la confiança és una mena de dependència, encara que no només dependència. Gambetta va argumentar que és la creença inherent que els altres generalment tenen bones intencions la base de la nostra confiança en ells. Filòsofs com Annette Baier han defensat aquesta visió, establint una diferència entre confiança i dependència dient que la confiança es pot trair, mentre que la dependència només es pot decebre (Baier 1986, 235). Carolyn McLeod explica l'argument de Baier posant els exemples següents: podem confiar en el nostre rellotge per donar l'hora, però no ens sentim traïts quan trenca, per tant, no podem dir que ens hi sentim dependents; no confiem quan desconfiem de l'altra persona, perquè de fet això és una expressió de desconfiança (McLeod 2006). La violació de la confiança justifica aquesta sensació de traïció. Per tant, la confiança és diferent de la dependència en el sentit que una persona que confia accepta el risc de ser traït.
Karen Jones va proposar que hi ha un aspecte emocional en què confiar, un element d'optimisme que el de qui es confia farà el correcte per part del qui té confiança, també descrit com a confiança afectiva. Tot i que, en algunes circumstàncies, confiem en els altres fins i tot sense l'expectativa optimista, en canvi esperem que el mer reconeixement que es confia en la persona en si mateixa impulsi l'acció favorable. Això es coneix com a confiança terapèutica i dona tant al fiduciari una raó per ser digne de confiança com al fideïcomissari una raó per creure que són dignes de confiança. En aquestes situacions, la sensació de traïció davant la violació de la confiança es justifica habitualment.
La definició de confiança com una creença en alguna cosa o una expectativa confiada sobre alguna cosa elimina la noció de risc, perquè no inclou si l'expectativa o creença és favorable o desfavorable. Per exemple, tenir una expectativa que una amiga arribi tard a sopar perquè habitualment ha arribat tard durant els últims quinze anys, és una expectativa confiada (si estem o no d'acord amb les seves molestes arribades tardanes). La confiança no es tracta del que desitgem, sinó de la coherència de les dades dels nostres hàbits. Com a resultat, no hi ha risc ni sensació de traïció perquè les dades ara existeixen com a coneixement col·lectiu. Faulkner contrasta aquesta confiança predictiva amb la confiança afectiva esmentada anteriorment, proposant que la confiança predictiva només pot justificar la decepció com a conseqüència d'una predicció inexacta, no una traïció.